# Jane Greer
Jane Greer (rojena Bettejane Greer), ameriška filmska in televizijska igralka, * 9. september 1924, Washington D.C., † 24. avgust 2001, Los Angeles, Kalifornija.
Zaslovela je z vlogo fatalne ženske Kathie Moffat v filmu Out of the Past iz leta 1947.
Za svoj prispevek v filmski industriji je 8. februarja 1960 na Hollywoodski aleji slavnih dobila svojo zvezdo, ki se nahaja na 1634 Vine Street.